# 미국의 장애인 교육법
장애인교육법(Individuals with Disabilities Education Act)이란 미국의 장애인에 대한 특수교육 및 관련 서비스를 위한 연방 법률이다. 가장 최근에는 2004년에 개정되었다.(Individuals with Disabilities Education Improvement Act of 2004)

## 역사

### 1975년
- 1975년 미국 전(全)장애아동교육법(Education for All Handicapped Children Act: EHA)인 공법 94-142 제정
  - 1975년 공법 94-142(EHA)는 무상의 적합한 공교육, 비차별적 평가, 개별화교육, 최소 제한적 환경, 절차상 보호 및 부모 참여 등 여섯 가지 중요한 원리를 포함했는데, 이 원리들은 전 세계 특수교육 정책의 토대가 되었다(Turnbull & Turnbull, 2000; Underwood & Mead, 1995[1]). 이 법의 제정으로 이전에 공교육으로부터 배제되었던 수많은 장애학생들이 공교육을 받을 수 있게 되었다.

### 1986년
- 1986년 공법 99-457
  - 1986년 공법 99-457은 유아특수교육을 합법화시킨 법규로, 이전까지 교육에서 제외되었던 0~2세 발달지체 영ㆍ유아를 포함시켜 영ㆍ유아와 그 가족을 위한 조기중재서비스를 제공할 것을 명시하였다. 또한 서비스 중재자의 ‘개별화 가족 지원 계획(Individualized Family Service Plan: IFSP)’ 작성과 영ㆍ유아 사정 및 서비스 전달을 위해 다학문적 팀 접근을 통한 가족사정(family assessment)을 명시하였다.

### 1990년
- 1990년 공법 101-476
  - 1990년 공법 101-476은 EHA에서 장애인교육법(IDEA)으로 개칭된 것이다. 특수교육에 대한 예산을 큰 폭으로 증가시켰으며, 장애학생에게 보조과학기술(이하 '보조과기') 중개를 의무화하여 장애학생들을 위한 보조과기의 발전에 기여하였다(육주혜, 전경일, 2004[2]). 또 자폐 및 외상성 뇌손상이 장애 범주에 포함되었으며, 장애아동이 16세가 되는 해에 전환교육 서비스를 IEP에 포함하도록 함으로써 장애아동의 직업교육을 강화시켰다.

### 1997년
- 1997년 공법 105-17
  - 1997년 공법 105-17은 3-6세 발달지체 유아에게 ‘발달지체(developmental delays)’라는 개념을 사용할 수 있도록 함으로써 장애를 판정받기 이전의 아동이 주정부로부터 특수교육 및 관련서비스를 제공받을 수 있도록 하였다. 또한 1997 IDEA는 부모의 역할 및 권리를 강화하고, 학생의 학업 진전도, 조정(mediation)이나 징계절차 등의 절차적 보호와 보조과기에 대한 부분이 강조하였으며, 0~21세까지의 장애학생에 대한 무상의 적합한 공교육과 최소 제한적 환경 배치의 권리를 더 강화하였다. 특히, IEP와 관련한 큰 변화가 있었다. 장애학생의 일반교육과정 참여 및 학업성과, 주 또는 전 지역에 걸친 장애아동 진단 ,일반교육교사의 장애아동 교육 참여 등을 IEP에 명시하도록 의무화하

### 2004년
- 2004년 공법 108-446 IDEIA(장애인교육향상법)
  - 2004년 IDEIA는 장애아동의 교육권 보장 및 보호자의 권리를 한층 강화함으로써 특수교육 전반에 중요한 변화를 가져왔다(Yell, Shriner, & Katsiyannis, 2006[3]). 특별히 이 법의 주된 내용은 1965년 초ㆍ중등교육법을 개정한 아동낙오방지법(NCLB, 2001)의 목표와 연계하여 장애학생을 포함한 모든 학생에 대한 높은 책무성을 강조하고, 장애학생에 대한 높은 학업성취 기대와 함께 일반교육 접근 보장, 전문적 특수교육교사 양성, 과학적으로 검증된 연구에 기반한 교수방법 개발, 지방의 유연성 강조, 장애아동 부모의 참여 및 선택권 확대, 조기중재 서비스 지원, IEP 개발 지원, 학습장애 적격성 기준, 장애아동 교육권 및 장애아동 부모의 권리에 대한 절차적 보호 등을 포함하고 있다.

## 2004 주요 개정 내용

### 아동낙오방지법과의 연계
2004 IDEIA의 핵심 내용은 2001 아동낙오방지법(No Child Left Behind: NCLB)와의 연계이다. 미국의 모든 아동들의 학업수준 향상을 목표로 하는 NCLB는 특히 생활수준이 낮으면서 낮은 학업 성취를 보이는 소수민족 학생, 영어가 어려운 이민자 학생뿐만 아니라 장애학생들까지 표준화 평가가 이루어지도록 하여 학업성취향상을 모든 학생들에게 적용한다(이태상, 2005. ).

#### 2004 IDEIA에 적용된 NCLB의 주요 원리
- 책무성 강조 - 2001 NCLB는 교육의 결과에 대한 ‘책무성(accountability)’을 강조하는데 여기서 ‘책무성’이란 평가를 통해 교육의 목적을 학생들이 숙련된 학업기술을 습득하는 것을 보장하기 위한 장치이다(Palmer, 2004[5]).
- 전문적 자질의 교사 양성 - 2001 NCLB의 ‘전문적 자질의 교사’ 원리는 책무성의 원리를 지원하기 위한 것인데, 미국 의회도 준비된 교사의 중요성을 인식하여 NCLB와 IDEIA 두 법안 모두에 이러한 원리를 적용시키고 있다.
- 과학적으로 검증된 연구 기반 교수법 강조 - 2001 NCLB의 세 번째 원리는 ‘과학적으로 효과가 검증된 연구 기반 교수’인데, 그 목적은 과학적 연구를 통해 그 효과성이 검증된 교수 및 프로그램으로 학생들의 학업성취도를 향상시키는 데 있다(김애화, 2005; IDEIA, 2004[6]).
- 지방의 유연성 신장 - 2001 NCLB의 네 번째 원리는 ‘지방의 유연성 강화’를 들 수 있으며, 이러한 원리는 ‘책무성’의 핵심 개념을 반영한다(Turnbull, 2005[7]).
- 안전한 학교 조성 - 2001 NCLB의 다섯 번째 원리는 ‘학교의 안전’에 관한 문제인데, 이러한 원리는 각종 위해(危害)로부터 학생들을 보호하는 것을 말한다(Turnbull, 2005[7].). 2004 IDEIA는 타인에게 중대한 침해를 미치는 학생에 대한 대처규정을 새로 만들었는데, 학생의 행위가 장애발현으로 인한 것인지의 여부와 관계없이 학교는 수업일 45일을 초과하지 않는 기간 동안 그 학생을 임시대체교육환경으로 이전 배치를 할 수 있다.
- 부모의 선택권 확대 - 2001 NCLB의 여섯 번째 원리는 ‘부모의 선택권’ 확대인데, 이 원리는 자녀의 교육프로그램 계획과 실행에 있어서 부모의 결정권 강화를 의미한다(Turnbull, 2005[7]).

### 조기중재서비스 지원
2004 IDEIA의 또 다른 변화는 2차적 장애나 발달지체를 막기 위한 예방책으로 조기중재서비스를 강조한다는 것이다(Prasse, 2006). 특히 새로운 법령은 특수교육대상으로 아직 진단되지 않았지만 학습과 행동적 지원 등 부가적인 지원이 필요한 아동을 대상으로 지역교육청(Local Educational Agency:LEA)이 조기중재서비스를 제공하도록 예산의 15%를 편성ㆍ운영하도록 규정하고 있다.

### 개별화 프로그램
우리 나라를 비롯하여 세계 여러 나라에서는 장애아동에게 특수교육 및 관련 서비스를 제공하기 위하여 아동의 다양한 요구에 따라 IEP를 계획하여 시행할 것을 법으로 규정하고 있다(조광순, 전병운, 박혜준, 홍은숙, 2005). 또한 학생들로 하여금 측정 가능한 연간 목표를 가지도록 요구하며, 특수교육교사는 학생들의 목표 달성을 위한 정기적인 진전도 검사를 수행하고 학생이 목표달성 실패 시 교수수정을 의무화하고 있다.

### 특정학습장애 적격성 여부 판정과정
대상 아동이 자신의 나이에 적절한 학습 경험이 제공되었음에도 불구하고 말하기, 듣고 이해하기, 쓰기, 기본적 읽기 기술, 읽기 유창성 기술, 읽기이해, 수학 계산, 수학문제해결 중에서 한 영역 혹은 그 이상의 영역에서 자신의 나이에 비하여 성취하지 못하거나, 과학적으로 연구에 기반한 중재에 대한 반응 평가 시 대상아동이 위에 제시한 한 영역 혹은 그 이상의 영역에서 주(州)에서 인정한 기준을 충족시킬만한 학업성과를 이루지 못했거나, 진단위원회에서 적절한 평가도구를 사용하여 평가를 실시한 결과, 대상아동이 지적발달에 비해 수행이나 학업 혹은 두 영역 모두에서 강점과 약점을 보이는 경우에는 특정학습장애 적격성 유무를 결정할 수 있다. 진단위원회는 시각, 청각, 운동장애나 정신지체 및 정서장애, 문화적 요인이나 환경적 혹은 경제적 불이익 등의 결과로 나타날 때에는 특정학습장애로 진단하지 않는다고 규정하고 있다(김애화, 2005).

### 절차적 보호
기본적으로 ‘절차적 보호’란 장애아동과 그 부모의 권리보호를 위하여 적법절차에 의한 보호를 제공하여야 한다는 원칙으로써 미국 IDEA 의 6대 기본 원칙 가운데 하나이다(Turnbull & Turnbull, 2000). 미국의 2004 IDEIA는 절차적 보호 조항에서 절차적 보호를 위한 절차수립내용 이외에 사전서면통지(prior written notice), 적법절차에 의한 청문(due process hearing), 징계(discipline) 등의 내용을 담고 있으며, 우리나라보다 더 구체적으로 정교한 절차적 보호장치를 마련하고 있다.

## IDEA와 대한민국 특수교육의 연계성
대한민국의 특수교육 관련 법과 체계는 미국의 IDEA를 근거로 한 것들이 많은데, 그 중 법과 관련된 요소들에서 명확하게 나타난 요소들이 있다.
- 1975년에 통과된 ‘모든 장애아 교육법(The Education for All Handicapped Children Act: EAHCA)’에 새롭게 포함되었던 내용 중에는 개별화 교육 프로그램(IEP: Individualized Education Program)이 있었다. 1990년에 이 법률이 장애인 교육법(IDEA)으로 고쳐졌고, 많은 선진국들이 미국의 IEP 체계를 받아들여 특수교육에 큰 변화를 일으켰다. IEP에는 장애 학생의 모든 교육적 측면을 구체적으로 명시하고, 학생의 요구, 교육목적과 목표, 교육과정, 배치 및 평가와 측정의 틀을 제공했다(Thompson, 2001[11]). 대한민국도 미국장애인교육법의 IEP의 영향을 받아 1994년부터 특수교육 진흥법 제16조, 특수교육 진흥법 시행령 제14조 그리고 특수교육 진흥법 시행규칙 제9조에 개별화 교육을 실시하도록 규정하고 있다.

- 2004 IDEIA에서는 NCLB와 연계하여 ‘전문적 자질의 특수교사 양성’을 의무화하고 있다. 우리나라의 장애인 등에 대한 특수교육법(2007)도 특수교사의 전문성에 대한 의무조항들을 마련하였다. 제8조에는 제1항에서 "국가 및 지방자치단체는 특수교육교원의 자질 향상을 위한 교육 및 연수를 정기적으로 실시할 것"과 제2항에서 "특수교육대상자의 통합교육을 지원하기 위하여 일반학교의 교원에 대하여 특수교육관련 교육 및 연수를 정기적으로 실시하여야 한다.", 또 제 3항에서 "제 1항과 제 2항에 따른 교육 및 연수에 필요한 사항은 대통령령으로 정한다."라고 규정하고 있다.

## 같이 보기
- 학습 장애